# Olof Bolin
Olof Daniel Bolin, född 10 mars 1878 i Sproge, Gotlands län, död 3 april 1950 i Stenkyrka, Gotlands län, var en svensk folkskollärare.

## Biografi
Bolin var son till folkskolläraren Olof Hansson Bohlin och Emma Maria Söderberg. Han avlade folkskollärarexamen i Linköping 1899 och tjänstgjorde höstterminen samma år som vikarierande lärare i Simonstorp, Östergötlands län och vårterminen 1900 som vikarierande lärare i Ronehamn, Gotlands län. Han blev 1 juli 1900 ordinarie folkskollärare och organist i Stenkyrka och han var tillsyningslärare där från 1920. Han lade ner mycket arbete på sin fortsatta utbildning och bevistade ett flertal fortbildningskurser i olika ämnen. Bolin deltog sommaren 1919 och 1920 vid Hamra lantmannaskola, Östergötland, där han anordnade kurser för vinnande av behörighet att undervisa i yrkesbestämd fortsättningsskola för jordbruk. Varmt intresserad for lärarkårens sammanslutning tillhörde Bolin under hela sin lärartid Sveriges allmänna folkskollärareförening där han var Visbykretsens sekreterare 1908–1914, dess ordförande 1915–1925 samt länsombud för Gotlands län från 1926.
Bolin var tillförordnad folkskoleinspektör i Gotlands inspektörsområde somrarna 1926 och 1927. Han var ordförande i barnavårdsnämnden från 1924, i kommunalstämman från 1938 och i kommunfullmäktige från 1939. Bolin var vice ordförande i pensionsnämnden och valnämnden samt ledamot av kyrkorådet från 1945. Han verkade även som kronoombudsman vid taxeringsnämnden, kyrkonämnden, prästlönenämnden och skolnämnden och han var pastoratskassör från 1925. Han var lärarkårens representant i skolrådet från 1906, ordförande i Sveriges allmänna folkskollärarförenings länsnämnd på Gotland från 1925, i Stenkyrka hembygdsförening från 1931 samt ledamot av styrelsen för Gotlandskretsen av Sveriges allmänna folkskollärarförening från 1923. Bolin var riksantikvariens ombud inom Stenkyrka-Tingstäde-Martebo-Lummelunda socknar från 1928 samt ledamot av styrelsen för Visby barn- och upptagningshem.
Bolin gifte sig 1905 med Elise Engström (1881–1939). Han var far till Elsa, gift Calamnius. Makarna Bolin är begravda på Stenkyrka kyrkogård på Gotland.

## Utmärkelser
- För medborgerlig förtjänst i guld x 5 (GMmf) [3]